# Sancoins
Sancoins település Franciaországban, Cher megyében. Lakosainak száma 2941 fő (2022. január 1.). Sancoins Château-sur-Allier, Lurcy-Lévis, Augy-sur-Aubois, Givardon, Grossouvre, Mornay-sur-Allier, Neuvy-le-Barrois, Sagonne és Vereaux községekkel határos.

## Népesség
A település népessége az elmúlt években az alábbi módon változott:
| Lakosok száma | 3502 | 3667 | 3634 | 3240 | 3202 | 3107 | 3080 | 2984 | 2943 | 2941 |
|               | 1968 | 1982 | 1990 | 2006 | 2013 | 2015 | 2017 | 2019 | 2020 | 2022 |